# Archiaphyosemion
Archiaphyosemion is een monotypisch geslacht van straalvinnige vissen uit de familie van killivisjes (Aplocheilidae).

## Soort
- Archiaphyosemion guineense (Daget, 1954)